# Herrenhaus Seifershau
Das Herrenhaus Seifershau war ein barockes Herrenhaus im Unterdorf von Kopaniec (deutsch Seifershau) in der Landgemeinde Stara Kamienica im Powiat Karkonoski der Woiwodschaft Niederschlesien in Polen. 

## Geschichte
„Syfriedshau“ wurde erstmals 1343 erwähnt. Es war eines der alten Dörfer im Isergebirge und lag im Herrschaftsbereich der Schaffgotsch. Das Herrenhaus ist um 1730 entstanden und gehörte wahrscheinlich den Kaufmannsfamilien Mentzel, Hartmann oder Fromholt, deren Barockepitaphien an der Pfarrkirche mit dem Patrozinium Antonius von Padua im Ort erhalten sind. Ende des 19. Jahrhunderts wurde es umgebaut und ein kleiner Park angelegt. Das Herrenhaus überstand den Zweiten Weltkrieg und den damit verbundenen Übergang Schlesiens 1945 an Polen unversehrt, wurde aber nicht genutzt und verfiel. 2001 wurde die Ruine abgetragen.

## Nachweise
- Arne Franke: Das schlesische Elysium: Burgen, Schlösser, Herrenhäuser und Parks im Hirschberger Tal. Hrsg.: Deutsches Kulturforum östliches Europa. 5. Auflage. 2021, S. 206.